# Gabriel Wolkenfeld

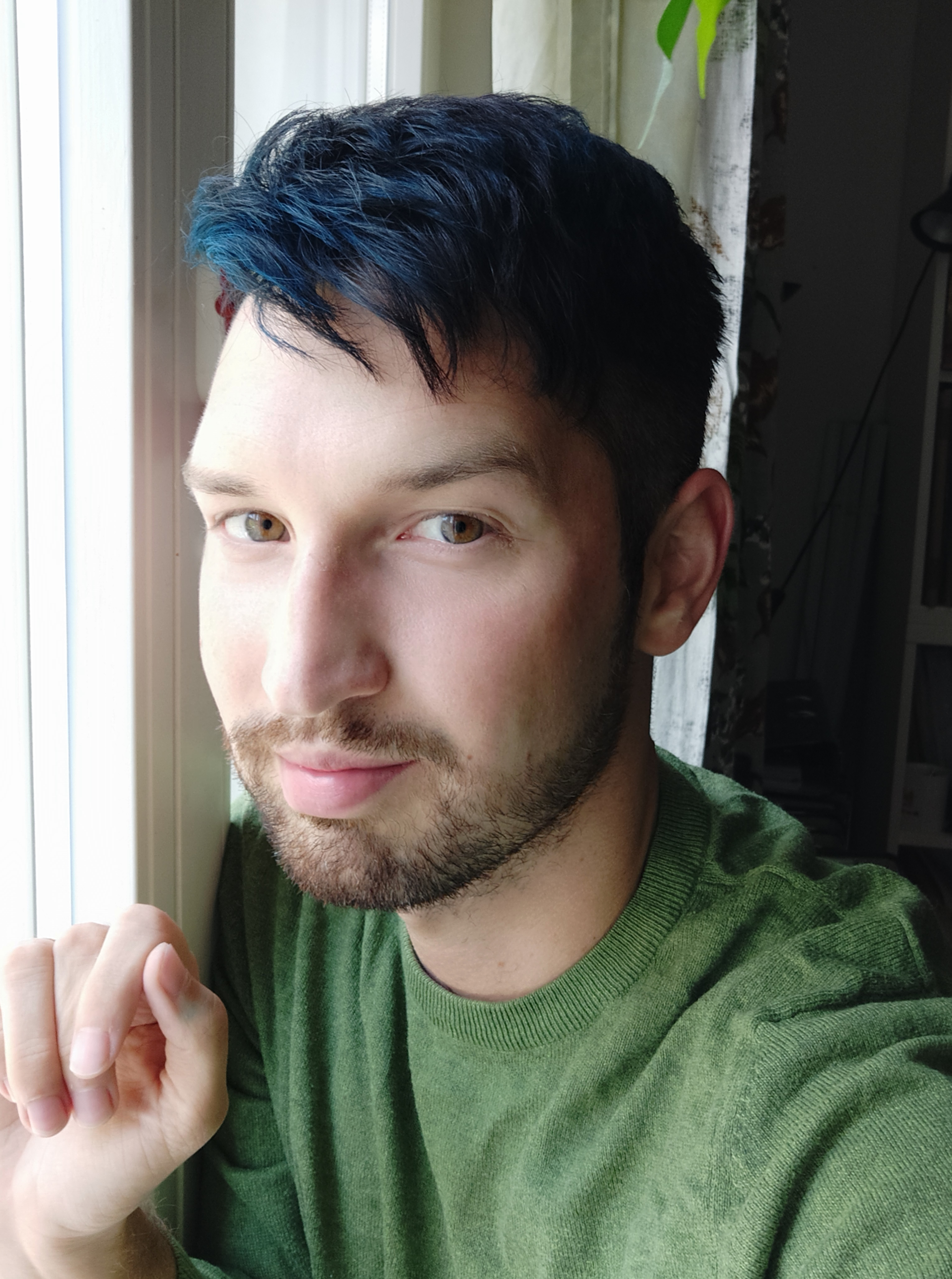
Gabriel Wolkenfeld (2019)

Gabriel Wolkenfeld (* 1985 in Berlin) ist ein deutscher Schriftsteller.

## Leben
Von 2005 bis 2012 studierte Gabriel Wolkenfeld Germanistik, Allgemeine und vergleichende Literaturwissenschaft sowie Russistik. Seit 2010 hielt er sich zu Studien- u. Arbeitsaufenthalten in Estland, Russland und der Ukraine auf. Seit 2012 arbeitet er als Lehrer für Deutsch als Fremdsprache. Als Projektmanager organisiert er seit 2015 internationale Jugendbegegnungen.

## Werk
Seit 2013 veröffentlicht Gabriel Wolkenfeld Prosa und Lyrik, zunächst in Anthologien, so bei den Verlagen Größenwahn, Männerschwarm, Geest und edition art science. 2015 erschien sein erster Roman Wir Propagandisten. Darin verarbeitet er seine Erlebnisse in und mit der russischen Gay-Community.
Sein zweiter Roman Babylonisches Repertoire erzählt die Geschichte einer jüdischen Familie über drei Generationen und vier Länder hinweg. Das Buch erschien im Herbst 2021 im Müry Salzmann Verlag, Salzburg. Seit 2021 erschienen drei Gedichtbände im Verlag der 9 Reiche, sein Israelisches Album Sandoasen, das Ukrainische Album Nebelatlas und das Deutsche Album Waldalb. Wolkenfeld bedichtet hier Städte und Regionen aus den Ländern, zu denen er einen engen Bezug hat. Er wurde mehrfach für Preise nominiert und gewann Preise und Wettbewerbe. 2021 wurde er Preisträger beim Hanns-Meinke-Preis für junge Lyrik, 2022 gewann er den Ulrich-Grasnick-Lyrikpreis (2. Preis) sowie das Literaturstipendium „writer in residence“ in Gelsenkirchen.

## Veröffentlichungen

### Einzeltitel
- Wir Propagandisten. Roman. Hamburg, Männerschwarm Verlag, 2015, ISBN 978-3-86300-201-5.
- Babylonisches Repertoire. Roman. Salzburg, Müry Salzmann Verlag, 2021, ISBN 978-3-99014-219-6.
- Sandoasen. Israelisches Album. Gedichte. Linolschnitte von Steffen Büchner, Lyrik-Edition NEUN, Bd. 2, Berlin, Verlag der 9 Reiche, 2021, ISBN 978-3-948999-02-5.
- Nebelatlas. Ukrainisches Album. Gedichte. Linolschnitte von Steffen Büchner, Lyrik-Edition NEUN, Bd. 12, Berlin, Verlag der 9 Reiche, 2022, ISBN 978-3-948999-12-4.
- Wir Propagandisten. Roman. (bearbeitete Neuauflage) Berlin, Albino Verlag, 2023, ISBN 978-3-86300-362-3.
- Waldalb. Deutsches Album. Gedichte. Linolschnitte von Steffen Büchner, Lyrik-Edition NEUN, Bd. 32, Berlin, Verlag der 9 Reiche, 2024, ISBN 978-3-948999-32-2.

### Anthologie und Zeitschrift
- Lyrik der Gegenwart. Wien, edition art science, 2013.
- Gleich, Liebes, gleich ist das Essen fertig. Frankfurt/M., Größenwahn Verlag, 2014.
- Demo. Für. Alle.: Homophobie als Herausforderung. Hamburg, Männerschwarm Verlag, 2017.
- Die süße Jagd nach Bitternissen. Vechta, Geest Verlag, 2017.
- Jenseits von Gut und Böse Salzburg, erostepost Nr. 54, 2017.
- Eine Zeit und zwei Zeiten und eine halbe Zeit, Dichtungsring. Zeitschrift für Literatur, Nr. 50
- Weil ich so bin. Coming-out-Geschichten von LGBTI verschiedener Generationen. Vechta, Geest Verlag, 2018.
- Fließen der Identitäten, Vechta, Geest Verlag, 2020.
- Suchbewegungen. Junge Literatur. Ein Lesebuch der Gruppe 48. Hamburg, Kulturmaschinen Verlag, 2021.
- Fessel und Flügel. Ulrich-Grasnick-Lyrikpreis 2022. Berlin, Quintus Verlag, 2022.
- Tänzer auf dem Seil. Zum 85. Geburtstag von Ulrich Grasnick. hg. von Steffen Marciniak, Berlin: Verlag der 9 Reiche, 2023.
- Überflüssiges, hg. v. Autorenkreis Plesse, Harald Gröhler, Verlag der 9 Reiche, Berlin, 2023, ISBN 978-3-948999-92-6.
- Schräge Typen, hg. v. Autorenkreis Plesse, Harald Gröhler, Verlag der 9 Reiche, Berlin, 2024, ISBN 978-3-948999-91-9.
- Poesiealbum neu „Architektur“, Zeitschrift der Gesellschaft für zeitgenössische Lyrik e.V., Edition kunst & dichtung, Leipzig, 2024, ISSN 2193-9683.

## Preise und Auszeichnungen
- 2021: Hanns-Meinke-Preis für junge Lyrik[2]
- 2022: Ulrich-Grasnick-Lyrikpreis[3]
- 2022: Literaturstipendium „writer in residence“ Gelsenkirchen[4]